# اوخوس (پسر داریوش سوم)
اوخوس پسر داریوش سوم و استاتیرای دوم بود که همراه با مادر و خواهران و مادربزرگش زمانی که تنها پنج یا شش ساله بود به دست سپاهیان اسکندر اسیر شد. او بعد از مرگ مادرش تحت سرپرستی مادربزرگش سی‌سی‌گامبیس قرار گرفت و بعد از مرگ او سرپرستی وی را خواهر بزرگترش استاتیرا که در آن زمان شهبانوی اسکندر بود برعهده گرفت. با مرگ اسکندر که اوخوس را بسیار دوست می‌داشت و به دنبال آن کشته شدن خواهرانش، سرداران اسکندر او را نیز به قتل رساندند زیرا شاهزاده کوچک تهدیدی احتمالی برای حکومت مقدونیان قلمداد می‌شد و می‌توانست در آینده به عنوان یک شاهزاده حق خود را بر تخت پادشاهی ایران ادعا کند.